# Euxoa uniformis
Euxoa uniformis är en fjärilsart som beskrevs av Rougemont. Euxoa uniformis ingår i släktet Euxoa och familjen nattflyn. Inga underarter finns listade i Catalogue of Life.